# 茄花香草
茄花香草（学名：Lysimachia solaniflora）为报春花科珍珠菜属的植物。分布于中国大陆的云南等地，生长于海拔1,250米的地区，多生于混交林下，目前尚未由人工引种栽培。